# Nostrzyk biały
Nostrzyk biały (Melilotus albus) – gatunek rośliny z rodziny bobowatych (Fabaceae), zwanej również roślinami motylkowymi.

## Rozmieszczenie geograficzne
Rodzimym obszarem jego występowania jest Afryka Północna (Egipt, Libia), znaczna część Azji oraz wschodnia, południowa i środkowa Europa. Rozprzestrzenił się i obecnie poza Antarktydą występuje na wszystkich kontynentach i na wielu wyspach. W Ameryce Północnej, Europie i Azji jest bardzo szeroko rozprzestrzeniony. W Polsce jest pospolity na całym niżu i w niższych położeniach górskich. We florze Polski jest archeofitem.

## Morfologia

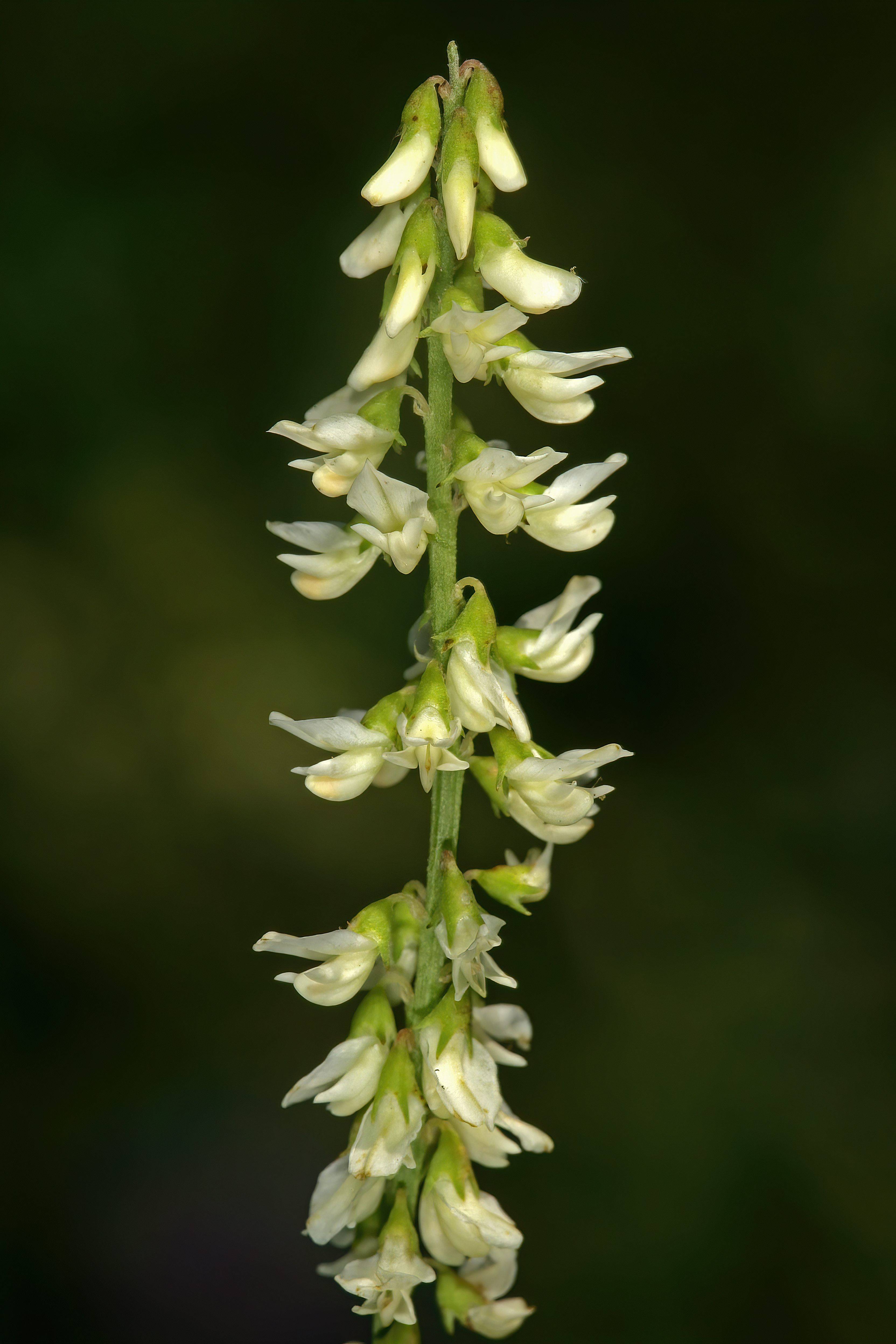
Kwiatostan

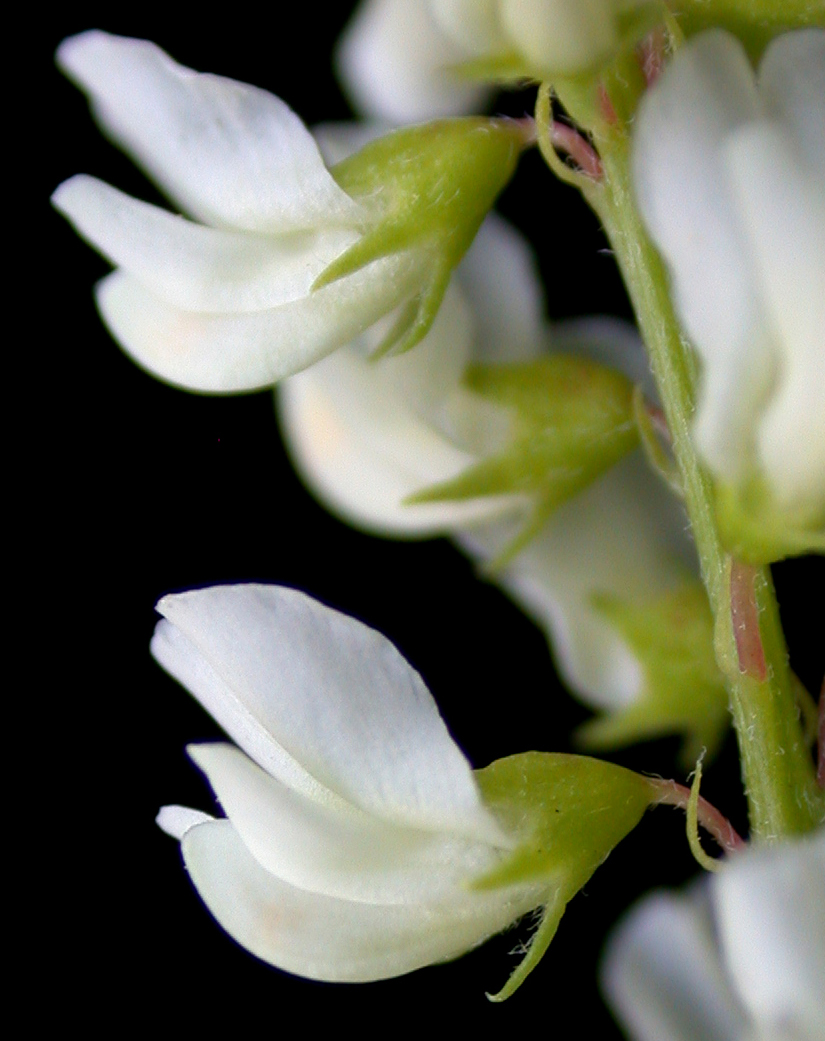
Kwiat

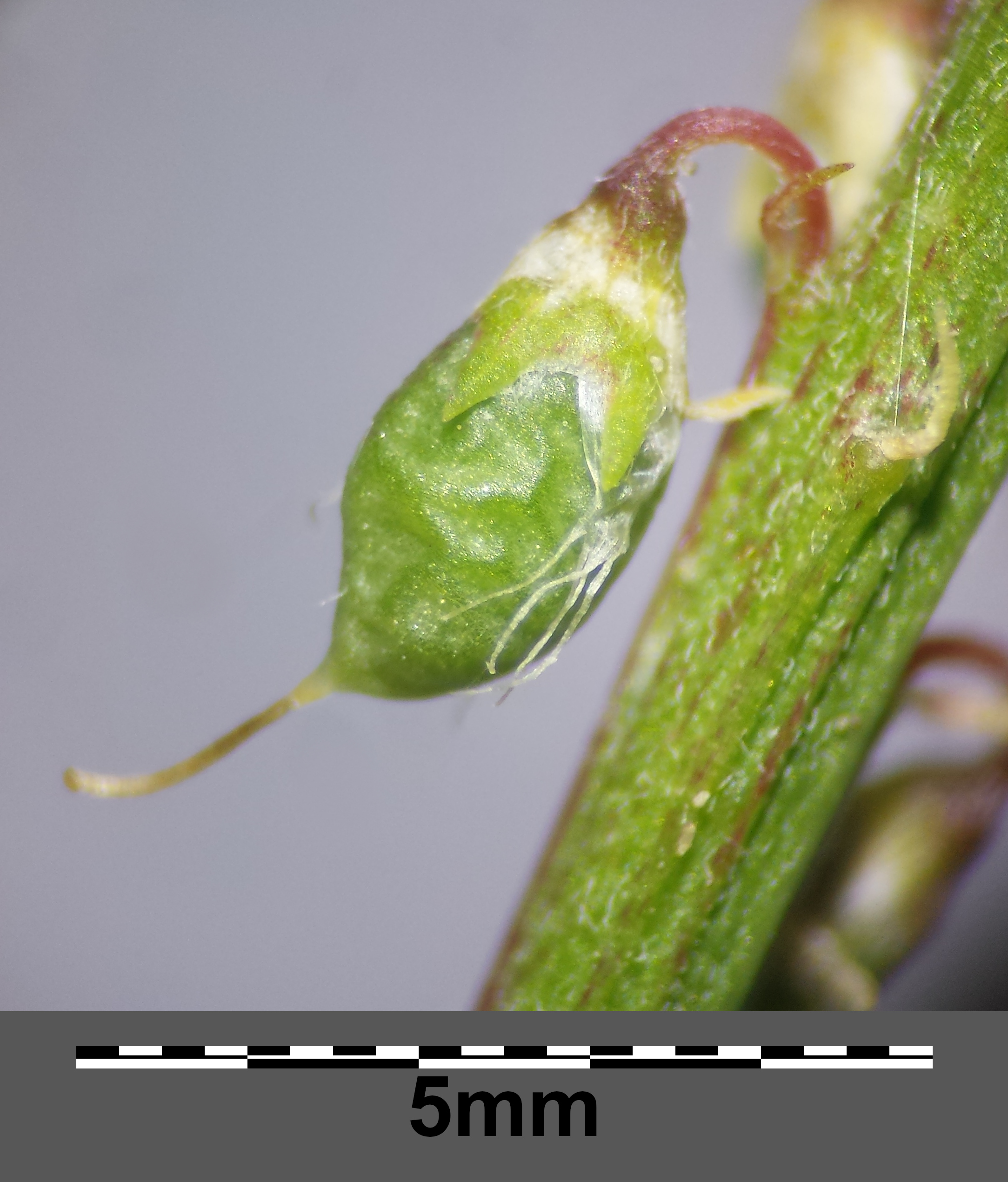
Owoc

ŁodygaWzniesiona, naga w górze lekko owłosiona. Wysokość 30–150 cm.
LiścieO trzech listkach rombowatojajowatych (dolne) lub lancetowatych (górne), nieregularnie ząbkowanych. Posiadają szczeciniaste, całobrzegie przylistki.
KwiatyZebrane w grono o długości 8–10 cm, złożone z 20–80 kwiatów o długości do 5 mm. Kielich dzwonkowaty, nagi lub rzadko owłosiony, z ząbkami krótszymi od rurki. Kwiaty motylkowe, białe. Ich skrzydełka mają tę samą długość co łódeczka, lub są nieco tylko dłuższe, żagielek dłuższy od łódeczki. W słupku 2–4 zalążki i 10 pręcików, w tym jeden wolny i 9 o nitkach zrosłych w rurkę.
OwoceSiatkowato-żyłkowany strąk jedno-dwunasienny, po dojrzeniu czarniawy. Ma długość 3–3,5 mm. Nasiona jajowate z wyraźnie widocznym, odstającym korzonkiem. Barwy zielonkawej lub żółtawobrunatnej, z wiekiem ciemniejące. Powierzchnia gładka, bez połysku. Długość 2–2,5 mm, szerokość 1,5–2 mm, grubość 1 mm. Pachną kumaryną.
KorzeńTworzy silnie rozwinięty system korzeniowy sięgający nawet do 1,5 m w głąb gleby.

## Biologia i ekologia
RozwójRoślina dwuletnia. Cała roślina wydziela zapach kumaryny. Kwitnie od lipca do października. Nasiona zachowują zdolność kiełkowania przez 10–12 lat. Kiełkują nierównocześnie. Roślina jest odporna na mróz i suszę.
SiedliskoRoślina ruderalna i światłolubna. Porasta słoneczne zbocza, zarośla, rowy, przydroża, aluwia, tereny kolejowe. Preferuje gleby suche i żyzne. W klasyfikacji zbiorowisk roślinnych gatunek charakterystyczny dla O. Onopordetalia, Ass. Echio-Meliloteum
Cechy fitochemiczneJest rośliną trującą. Zawiera m.in. takie trujące związki chemiczne, jak: kumaryna, kwas kumarowy, melilotol i glikozydy. Notowano przypadki zatrucia bydła zjadającego źle ususzone, sfermentowane siano nostrzyka. Siano takie zawiera dikumarol.
Genetyka i zmiennośćLiczba chromosomów 2n = 16. Tworzy mieszańce z nostrzykiem żółtym (Melilotus officinalis).
Korelacje międzygatunkoweNa pędach pasożytują niektóre gatunki grzybów: Erysiphe trifolii wywołujący mączniaka prawdziwego koniczyny, Stagonospora meliloti i Ascochyta caulicola. Na pędach żerują larwy chrząszczy Sitona cylindricollis i Tychius crassirostris, a w nasionach larwa chrząszcza Stenopterapion meliloti (Stenopterapion meliloti). Silny zapach kumaryny powoduje, że większe zwierzęta omijają nostrzyka białego, lub zjadają go niechętnie. Ze zwierząt domowych chętnie jedzą go tylko konie i owce.

## Zastosowanie
- Roślina uprawna: Bywa czasami uprawiany jako pasza dla zwierząt. Na paszę i na kiszonkę nadają się tylko młode rośliny przed rozwinięciem pąków kwiatowych, od okresu kwitnienie bowiem wybitnie wzrasta w nich zawartość trujących substancji (głównie kumaryny). Nostrzyk biały jest chętnie zjadany przez owce i konie, inne zwierzęta domowe jedzą go niechętnie, dopiero po przyzwyczajeniu się do nich. Starsze rośliny ulegają silnemu zdrewnieniu i nadają się tylko do przyorania jako nawóz zielony. Nie wolno karmić zwierząt mieszanką nostrzyka białego (szczególnie jego strąków i nasion) i tomki wonnej, powoduje ona zaburzenia trawienia, osłabienie i krwotoki wewnętrzne. Nostrzyk biały ma jako pasza niewielkie znaczenie gospodarcze, ale może być uprawiany na glebach zdegradowanych, kamienistych i piaszczystych, lub w miejscach, w których inne cenne rośliny paszowe mogą przemarzać[11].
- Ze sfermentowanych roślin nostrzyka uzyskuje się dikumarol, używany w trutkach na gryzonie. Powoduje on krwotoki wewnętrzne[13].
- Roślina miododajna: Należy do najlepszych roślin miododajnych w naszym klimacie. Bywa bardzo licznie odwiedzany przez pszczoły miodne. Wydajność miodowa z 1 ha wynosi 300–600 kg, wydajność pyłkowa 40–90 kg/ha. Miód nostrzykowy jest jasny, lekko słodki, z delikatnym aromatem wanilii. Po skrystalizowaniu jest biały lub żółty[15].
- Niewielkie ilości liści można zjadać na surowo, w większych ilościach jest to roślina trująca. Lepiej zjadać je po ugotowaniu. Z całych roślin można robić herbatę, lub dodawać do ciast, rośliny muszą być jednak dobrze ugotowane i nie sfermentowane. Jadalne są gotowane nasiona nostrzyka. Sporządzona z nich zupa jest w smaku podobna do grochówki[13].